# 吳宗憲捐贈嚴重特殊傳染性肺炎快篩試劑事件
2021年6月，藝人吳宗憲在臺灣嚴重特殊傳染性肺炎本土疫情轉趨嚴峻並進入三級防疫警戒時，以其經營之公司「PGTalk」執行長身分，宣布捐贈11萬劑嚴重急性呼吸道症候群冠狀病毒2型抗原快速檢測試劑，供台灣基層各地的村、里辦公室索取使用。該捐贈活動之試劑索取分發規則、申請程序以及所主張之公益活動性質，引發外界質疑和批判。

## 事件背景
2021年6月11日，媒體報導，藝人吳宗憲以自己的副業即時通訊軟體App公司「PGTalk」執行長身分，宣布捐贈11萬劑新型冠狀病毒抗原快速檢測試劑，提供給台灣各地的村、里辦公室。PGTalk表示，由於其準備之快篩檢測劑數量有限，須請各里長自行前往該公司官方網站之活動報名網頁，填寫各里的需求檢疫人數；申請期間截止後，經該公司統計，「將以需求人數較高之前二成的里長，依序捐贈所需快篩檢測劑至里長辦公室，直至首波快篩檢測劑捐贈完畢為止。」。
PGTalk也表示，對於未取得首批11萬劑快篩檢測劑的里長，後續將持續提供更多快篩試劑，並與各地里長辦公室保持聯繫。至於之後的捐贈和檢疫流程，該公司表示其「將會與各相關單位確認捐贈流程並協助現場醫療檢測流程，以確保捐贈快篩檢測劑能完善的到各里長與需求的民眾能夠得到更好的自我檢疫。若有呈現陽性反應之里民，也會協助通報當地衛生單位，進行安排後續的治療與隔離。」。

## 事件經過

### 捐贈記者會
2021年6月16日，吳宗憲於端午節前召開記者會表示，自家公司這次送出的快篩劑價值約新台幣2,000多萬元，台灣各地已經有數百位里長登記索取。對於自身防疫，他表示不會讓自己已90歲的父母打疫苗，他本身應該也不會打；吳形容自己如同電影《鐵達尼號》中的樂手，知道台灣當下疫苗短缺，他可以等所有人都接種後再施打，自己不著急，並談及：「我是壯年身體又那麼好，我可能就一直不打吧。」若全台灣打到最後一個民眾仍有疫苗，他可能才會前往接種，否則會將疫苗讓給需要的人：「我不用，我那麼壯，有需要多出來的，我再最後一個打沒關係」，他隨後高舉雙手大喊：「I Love You Taiwan」。

### 引發質疑

#### 地方公職人員
同年6月18日，台北市信義區中行里里長林美君表示很感謝吳宗憲捐贈快篩試劑的初衷，然而申請快篩須里民下載PGTalk的App成為會員，並提供身分證正反面影本「實名制」註冊該軟體，恐有個人資料洩露的疑慮；之後民眾得再加入「里民報名群組」，而PGTalk未說明之後將由何種性質之醫護人員在哪裡協助里民受測，該活動亦未留下聯繫電話；對此，她希望吳宗憲能簡化捐贈申請流程，並規劃後續篩檢詳盡辦法。此外，林提及由於各地方基層之防疫工作正緊密進行，自從吳宗憲公開表示只要里長申請就能獲得快篩試劑捐贈之後，自己每天都接到里民的詢問電話，且有里民責怪里長為何還不去申請；她認為，里民不知道里長欲申請受贈吳的快篩試劑，受贈流程頗為複雜。
臺北市議員洪健益亦質疑吳宗憲的做法造成里辦公室困擾，以及PGTalk對於後續篩檢所需的醫護人力安排是否有能力規劃支應。洪健益對此表示：「你們的廣告效益也真的很大，謝謝你們的好意，能否不要造成地方里長及選民的困擾」；「你們公司的好意，里民真的拿得到嗎？看起來以目前的條件限制，根本是看得到吃不到」。

#### 中央主管機關
對於吳宗憲捐贈的快篩試劑，中華民國衛生福利部食品藥物管理署（食藥署）表示這款試劑並非供「居家快篩」，僅供醫事人員使用。由於該款試劑由專業醫療人員施測取樣效率更佳且準確度較高，為避免民眾因使用不當而造成偽陰或偽陽性問題，食藥署建議吳宗憲可直接捐贈醫療院所，或請里長贈與社區快篩站，不宜捐給一般民眾自行使用。

#### 主辦方回應
同日，對於所有想領取快篩試劑的里民皆須成為PGTalk註冊會員，引發該公司藉公益捐贈名義進行廣告行銷之爭議，吳宗憲回應，要求領取者加入App是為了控管數量：「這個我們有配合醫療人員合作，他們要篩的時候，我們都有陪同，加入App會員是為了避免有人囤貨！」；「里長如果拿了1,000劑只用了200劑，不就是浪費嗎？我那天記者會有講，會不會有人囤貨像囤衛生紙一樣？我目的是希望更多人使用。」。對於食藥署的說法，他認為自己的快篩劑用法比驗孕更簡單，回應表示：「在這麼緊急狀態，大家需要這些東西，難道你怕全民普篩後，台灣被汙名化嗎？不要諱疾忌醫，把老百姓當白痴！」；「如果台灣疫情嚴重到全世界都沒有疫苗，我有1,000萬疫苗，緩不濟急，你還考慮能不能打嗎？我告訴你，毒蟲都比你會打針，我如果不是台灣最後一個有良心的人，就不會講這些話，我不需要靠捐快篩劑來增加我的知名度。」。

### 爆發論戰

#### 「空手套白狼」
同於6月18日，新北市永和區安和里里長鄧長安於個人臉書發文，並且在網路上傳一個內文標題為「抱歉，吳天王，里長不當免費打工仔」的自製網頁，質疑吳宗憲捐贈快篩劑是為提升PGTalk的App下載量，並獲得民眾的個人資訊；他指控吳宗憲是「假好心真行銷」，並寫道：「通訊軟體市場難拓，投資行為有賺有賠，勿拿善舉包裝行銷，赤拳雙手緊套白狼，拖累全台里長下水，兩面非人免費打工」。
鄧長安認為，申請受贈快篩試劑須下載註冊吳宗憲公司的App，可能有個人資訊相關問題，認為吳宗憲是「空手套白狼」。鄧談及自己耗費時間才在PGTalk官方網站上找到申請受贈的網址連結，而據其他有申請經驗的里長表示，將申請表單送出後，該公司的業務員會來電聯繫，要求里民下載該公司的App並開設群組，因此是「假好心真行銷」；另一方面，吳宗憲這次僅提供11萬劑試劑，比較各里報名人數後優先提供給人數較多的里別，其用意是提升自家App的下載量，所以鄧長安自己絕不會參與該申請受贈活動。此外，鄧長安推測雖然吳宗憲對外表示捐贈的快篩試劑斥資新台幣數千萬元，但記者會現場擺放的大量快篩試劑應該是跟廠商借貨以應付場面所需，吳的實際自購費用可能低於30萬元，最後達到「下載量暴衝、里長還得要幫他免費打工」的商業效益。

#### 直播反擊
6月20日晚間，吳宗憲在臉書開直播反擊鄧長安的指控。吳在直播中抨擊「噁心」，認為里長本應為民服務，而鄧長安的「空手套白狼」一語是影射自己「來偷錢」；他表示自己提供的試劑一份需花費新台幣200多元，卻被鄧指控為商業炒作、「拖全台里長下水」，讓自家員工感到受傷，因此自己已委託律師對鄧長安提告。對於相關質疑和指控，吳宗憲抒發感嘆，批判鄧長安並提出反駁：「我賣房子捐都可以，他X的台灣是我們的」；「好好去幹你的里長！把它幹到你會不會變市議員、變市長！好嗎？你很屌！」；「他X的真倒霉，花幾千萬準備快篩，下載一下會死嗎？掉一塊肉嗎？我先送你一些你去篩一下，我們是靠這個賺錢嗎？講這個話惡劣，送面紙上面有廣告那又怎樣呢？download全部免費啊，能賺錢你才做嗎？」；「我們捐2、3,000萬做公益，說我們廣告，我覺得很悲傷，不做里長服務的事、做打油詩，不服來戰，搞一堆只為了批我，沒講一件事對的，引進來我們可以賣，但我們不賣做公益」；「太生氣了，全台有2,000位里長做了，鄧長安我們沒有要你錢」；「我吳宗憲在這邊宣示一生都不會從政，我孩子也不准，但不要老百姓做好事還要受委屈，我們知道做通訊軟體賠錢，但台灣需要。他X的真倒霉，我們是靠這個賺錢嗎？我不知道你為何要欺凌台灣的企業，還是你乾脆請辭先呢？」。吳宗憲要求鄧長安主動聯繫自己，他抨擊對方並警告：「小鄧法院見啦，路上遇到我一定問候你啦，你是什麼咖啊？永和的朋友我很多，現在就把你弄下來，你這樣會不會太惡質啦！」；「鄧里長我警告你，沒有出來見面把這件事處理完畢，那你就要去法院解釋。」。

#### 訴諸法律
6月21日，鄧長安再度批判吳宗憲。鄧認為以吳宗憲的社會經濟地位，對於此事的處理缺乏高度和氣度：吳除了不主動尋找里長的電話聯繫他，甚至開直播罵人並威脅提告，迫使自己主動聯繫；他抨擊吳宗憲：「我又不是你養的小弟！」若吳提告就由法官判定是非。鄧長安再抨擊由於申請受贈快篩試劑需要下載、註冊App並提供身分證資料，涉及民眾個人資料十分不恰當，且已有其他里長持相同觀點，吳宗憲的做法是希望用11萬劑快篩試劑換取里民個人資料。鄧表示會為自身言論負責，不因對方提告就更改文章內容；之後除了會親自出庭，若敗訴亦會向吳宗憲道歉。他認為，疫情期間，與其耗時費力跟吳爭執興訟，不如協助里民防疫。
吳宗憲於當日回應表示，自己已對鄧長安提告，並抨擊鄧「死鴨子嘴硬」、眼界太低淺，他表示：「你去菜市場都要實名制了，你有沒有考慮里民角度在哪裡？」。吳宗憲認為，里民下載他的App不需花費金錢，自己只是多提供一種通訊相關服務卻被批評；他評論鄧：「無視里民的福祉，違背大眾的託付」、「對於我們公司的毁謗部分那就讓法律來處理他，法院會幫他矯正，讓他去感受一下！」、「我們就讓年輕人也感受一下......」。

#### 立法院記者會
當日，PGTalk公司與立法委員鄭正鈐在立法院召開記者會，宣布捐贈一萬劑快篩試劑給新竹市。對於捐贈活動相關爭議，代表捐贈的公司負責人陳思羽表示，讓里民下載自家App並加入群組，是希望「建立可持續關懷追蹤的管道」，捐贈試劑也是公司的善意，里長和民眾可自由參加；而里長若有需要再做篩檢，公司可以用最快的速度通知聯繫，並提供試劑至里辦公室。陳思羽另表示，為了使後續捐贈程序更簡易，公司會投入更多資源購買衛福部之後核准通過的個人居家快篩試劑，讓篩檢進行更為迅速便利，公司也會主動提供衛福部所需協助。
代表受贈的立委鄭正鈐除了對吳宗憲和其公司表達感謝，亦表示這批PGTalk捐贈新竹市的一萬劑快篩試劑，未要求每個民眾加入會員，讓受贈方全權處理，透過醫療機構和里長配合發送。鄭正鈐表示，他將透過新竹市診所協助基層各里，向里民宣導報名檢疫，並以新竹科學園區和大眾運輸系統站點附近鄰里，以及警察、消防等公共或防疫類別人員為優先捐贈對象；若有里民採檢後呈現陽性反應，將通知其所屬里長協助前往醫療院所進一步篩檢。

#### 網紅參戰
6月23日，臺北市市議員邱威傑（即網紅「呱吉」）在個人臉書發文抨擊，吳宗憲主辦的捐贈活動是變相為自己公司宣傳廣告，爭議在於里長能領取到的快篩試劑數量取決於下載PGTalk以及加入該App內所建群組的里民人數，「還要台灣的里長們當下線」；而疫情期間，各地里長已忙於防疫工作，吳宗憲「真的有必要用這方式表達善意嗎？」。邱威傑認為，吳宗憲利用「個人強大的媒體曝光能量」吸引大眾注意，讓民眾施壓當地里長向吳申請領取快篩試劑，甚至在個人直播中批判抱持反對意見的里長「怠惰、不顧里民需求」，利用群眾力量對里長施壓，是「情緒勒索」；他希望吳宗憲別再替里長增加困擾，並表示：「如果吳宗憲真心為台灣好，就像是台灣小麵店常有的待用餐，幫忙多買些待用的快篩試劑讓人免費索取吧。」。
對此，吳宗憲回應交由社會輿論公評。

#### 再起爭議
同年6月24日，媒體報導新竹市的里長們在接獲立委鄭正鈐辦公室的通知，前去領取快篩試劑後，有里長表達疑慮。文雅里里長朱毅反映，該批快篩試劑除了無法居家使用，里長須先簽署該試劑「須由醫療人員施測」的知悉切結書並照相後，可領取二盒共100劑醫療用快篩試劑供里民使用；此種措施使他感到為難，認為自己承擔不起後續醫療檢測相關責任，而不論是否領取該批試劑，都可能遭里民質疑。新竹市市議員李妍慧對此表示，這批「Enimmune醫療用COVID-19快篩試劑」是醫療人員專用的「安特羅試劑」，和主管機關開放販售的家用試劑完全不同，若民眾自行使用，會產生醫療藥事責任歸屬問題；且由於使用該款快篩試劑採檢施測需深入軟顎、達鼻腔內三至五公分，李妍慧質疑基層里長並非醫事人員，亦無權調動醫療人員協助，發送試劑後的相關責任推卸給里長。她認為，相關做法除了可能增加里長防疫工作困擾，且民間業者動員政府的民政系統發放物資不妥當。李妍慧談及政府已設立快篩站，民眾若有需求隨時可預約，且居家快篩試劑昨日亦已開始販售；若民眾的快篩結果為陽性，需先撥打專線靜候專業指示。
鄭正鈐對此回應，吳宗憲捐贈的快篩試劑確為醫療使用，後續會與里長多加溝通，將快篩試劑發送給有意願受測的里民之後，里民應赴醫療機構檢測。由於目前政府對於快篩施測對象以被匡列或具染疫風險者為主，若民眾想篩檢常須自費前往醫療機構，鄭正鈐認為「台灣的快篩實在太貴了！」、所費不貲；所以民眾若自備快篩試劑受測，可減輕些許費用和經濟負擔。若里長不願申請領取試劑也不強迫，剩餘的快篩試劑之後將捐贈醫療機構；而讓里長簽署切結書並非要求他們承擔後續責任，是希望其知悉該款試劑需透過醫療人員施測使用。
媒體報導另有醫療院所和醫師對民眾自備試劑前往接受快篩表示反對：民眾前往醫療院所進行快篩時，需用院所內提供之試劑，因所有醫院內使用的醫療器材皆須政府主管機關檢驗核可通過，民眾自行攜帶的快篩若不符規範將被視為不明來源。

#### 持續交鋒
6月30日上午，吳宗憲前往台北醫學大學附設醫院捐贈3,000劑快篩試劑，他談及鄧長安，批判表示：「怎麼會有這麼傻的人，難道你用Line、WeChat都不用手機號碼嗎？」，此次快篩試劑捐贈之所以需要里民的個人資料，是因為自家App設有「電子錢包」功能，所以「安全性比較嚴謹」、需要收錄民眾個資，吳再抨擊鄧長安：「講說會洩漏個資根本胡說八道」；「人家做好事，你還在講風涼話，落選！」；「里長下次就選不上，我永和朋友最多了，尤其是安和里」；「我是憲哥需要做什麼秀？自己還不夠紅是不是？」。對於民眾自行使用這款醫療用快篩劑篩檢，吳宗憲認為：「自篩比人生浣腸還簡單，我昨天又篩一次，總共篩了15次，不會篩我教你。」。他另表示自己無端遭受攻擊，往後只要能力所及，會盡量從事公益：「給憲哥休息一下，台灣需要他，幾十年沒幹過壞事，做一些事被人講風涼話那種人，下一屆一定選不上，保證落選。」。陪同吳宗憲出席的市議員洪健益表示，在自己跟吳的公司溝通後，該公司對外界反映事項已有改進，民眾登入App已完全不須提供個人資料，使該捐贈活動回歸公益性質。
鄧長安則回應，經自己說明後，里民對於這件事皆支持他；他表示吳宗憲無法主導安和里的選情，「就算吳宗憲派人來跟我選也一樣！」，自己不會畏懼任何挑戰。鄧談及在疫情期間，自己分內的工作十分忙碌，已不想理會吳宗憲的事，請吳把自己的善事做好，別一直作秀；而吳宗憲其實原本可將此事處理得更圓融有智慧，自己亦已對於後續相關法律訴訟準備周全。

## 事件結果
2021年7月1日，臺中市大里區立德里開放領取吳宗憲捐贈的快篩劑。立德里里長江和樹對已登記的里民發放，呼籲里民平時備而不用、有症狀再使用，並感謝吳宗憲對防疫工作的付出；他表示，若民眾自行篩檢的結果為陽性，也未必代表染疫，應將用過的採撿試劑密封後盡快攜至鄰近採檢所進一步採檢，亦不應搭乘大眾運輸工具。
對於快篩試劑領取辦法，江和樹表示該里已到貨500盒、計2500劑快篩試劑，由里辦公室統整需求，里民下載PGTalk App並登記後，可獲取一份快篩劑；民眾在展示已登入該App的訊息後即可領取，而登錄該App僅需輸入電話及姓名，系統亦不會審核民眾輸入的姓名是否為真實姓名；民眾於收到系統認證碼後，若不喜歡該App可馬上刪除，不會有個人資料外洩的問題；里民領取後，請至該里的快篩群組留言「已領取」，以便里辦公室統計數量。江另提醒，民眾若自己不會使用該試劑，請攜至醫院由醫師操作。

## 爭議質疑與說明回應
|          | 日期                                                      | 內容 | 發言人 |
| 爭議質疑 | 2021年6月18日、6月21日、6月23日、6月24日                  | - 受贈申請方式和條件： - 該通訊軟體公司只有官方網站，未留下任何該活動的公開聯絡電話，里長亦無法聯繫到吳宗憲本人。 - 該公司網站上有「快篩劑全國里長捐贈申請表」，里長須下載該公司的App成為註冊會員，亦須創建各里專屬的「里民報名群組」。 - 各里長以該公司的App創建完成「里民報名群組」後，接著須找欲受贈的里民下載該App，並且「實名制」註冊該軟體成為會員後，加入群組，以獲取快篩劑受贈資格。該公司再依「里民報名群組」內的人數，統計快篩劑獲贈數量。 - 該App的「實名制」註冊須上傳提供身分證正反面影本，有個人資料外洩風險。 - 快篩試劑適用性及施測疑慮： - 該款試劑並非供居家快篩，僅供醫事人員使用。該款試劑由專業醫療人員施測準確度較高，避免民眾因自行使用可能造成偽陰或偽陽性問題。 - 吳宗憲可直接捐贈醫療院所或社區快篩站，不宜捐給一般民眾自行使用。 - 在全台灣的醫療院所忙於防疫之際，該公司未說明後續將如何協助里民使用快篩劑。 - 依中華民國相關法規規定，如果醫師跨區或換點執業，需經地方政府衛生局同意。 - 政府已設立快篩站，民眾若有需求隨時可預約，且居家快篩試劑亦已開始販售；若民眾的快篩結果為陽性，需先撥打專線靜候專業指示。 - 里長須簽署該試劑應由醫療人員施測的「知悉切結書」，但里長無法承擔檢測相關責任。 - 民眾自行施測會有醫療檢測和藥事責任歸屬問題，基層里長非醫事人員亦不具相關權限，發送試劑後的相關責任推卸給里長。 - 捐贈活動效益、目的和方法爭議： - 欲領取快篩試劑的里民皆須成為該公司App之註冊會員，該公司是否具宣傳廣告之嫌？ - 以該公司規劃的活動條件限制，民眾是否可能即便報名參與活動後仍無法受贈？ - 通訊軟體產業拓展不易，投資開創事業應盈虧自負，不應不當動員政府民政系統和基層里長。 - 吳宗憲是「空手套白狼」。 - 吳宗憲捐贈快篩劑是為提升自家公司的App下載量，並換取民眾的個人資訊。 - 該活動目的為達到App下載量顯著提升、里長提供免費服務的商業效益。 - 該活動變相為吳宗憲的公司廣告宣傳，各地里長們成為行銷下線。 - 記者會現場的大量快篩試劑應該是跟廠商借貨而來，吳宗憲的實際自購成本可能低於新台幣30萬元。 - 吳宗憲利用個人的媒體曝光能量吸引大眾注意，利用群眾力量對里長施壓，可謂「情緒勒索」。                            | - 臺北市信義區中行里里長林美君 - 臺北市議員洪健益 - 中華民國衛生福利部食品藥物管理署 - 新北市永和區安和里里長鄧長安 - 臺北市議員邱威傑 - 新竹市文雅里里長朱毅 - 新竹市議員李妍慧 |
| 說明回應 | 2021年6月20日、6月21日、6月23日、6月24日、6月30日、7月1日 | - 受贈申請方式和條件： - 既然吳宗憲的公司願意花費新台幣數千萬元購買快篩試劑，里長和里民下載一下該公司推出的App無傷大雅。 - 要求領取快篩者加入App是為控管數量，避免有人囤貨或不當使用而造成浪費。 - 讓里民下載自家App並加入群組，是希望建立持續關懷追蹤的管道；後續里長若又有篩檢需求，該公司可盡速聯繫並再度提供試劑。 - 民眾於防疫期間前往菜市場採購也要「實名制」。 - 其他通訊軟體亦需會員提供手機號碼等個人資料；此次之所以需要里民個人資料是因為自家App有「電子錢包」功能，絕不會洩漏個資。 - 快篩試劑適用性及施測疑慮： - 疫情混亂中，本來就難以每款快篩試劑皆成功申請政府核可，但該款試劑獲全世界使用，況且並非侵入性醫療用品，可供應急使用；而政府尚未核可的物品亦未必品質堪慮。 - 疫情嚴峻，民眾需要如快篩試劑等防疫物資，政府切勿低估人民智慧，認為民眾不懂如何操作使用該款試劑。該公司有配合醫療人員合作，當里民進行快篩時，會有專人陪同，民眾自行篩檢亦十分簡單。 - 里民可將該款快篩試劑備而不用、有症狀再用；若有里民採檢後呈現陽性反應，未必代表染疫，將通知其所屬里長協助前往醫療院所進一步篩檢；應將用過的試劑密封並盡快攜至鄰近採檢所進一步採檢，且不應搭乘大眾運輸工具。 - 簽署切結書並非要求里長承擔責任，是希望使其知悉該試劑需透過醫療人員施測使用。 - 民眾若自己不會使用該款試劑，請攜至醫院交由醫師操作。而民眾若自備快篩試劑前往受測，或可減輕部分經濟負擔。 - 捐贈活動效益、目的和方法爭議： - 吳宗憲不需要靠捐贈快篩劑增加個人知名度。 - 吳宗憲知道投資通訊軟體事業恐將虧損，但台灣需要這個App。 - 吳宗憲被汙衊影射為「來偷錢」。 - 該公司不仰賴此活動獲利。 - 下載App完全免費、里長本應為民服務。 - 一般宣傳行銷活動所贈送之面紙包裝上亦常印有廣告。 - 快篩試劑一份成本為新台幣200多元，此次捐贈試劑總價值約新台幣2,000多萬元。 - 吳宗憲之作為和該捐贈活動交由社會輿論公評。 - 受贈申請方式、條件及快篩試劑使用最後結果： - 有意願篩檢的里民領取試劑後，務必至醫療機構檢測。 - 民眾在展示已登入該App的訊息後即可領取快篩劑，而登錄該App僅需輸入電話及姓名，亦不須提供真實姓名；在收到系統認證碼後，民眾便可刪除該App，不會有個人資料外洩的問題。 | - 藝人暨公司執行長吳宗憲 - 公司負責人陳思羽 - 立法委員鄭正鈐 - 臺中市大里區立德里里長江和樹                                                                                      |

## 後續發展
2021年7月15日晚間9時許，里長鄧長安與兩名男子發生車禍事故，後遭對方持武器圍毆受傷，雙方事後互控傷害及殺人未遂罪。同年7月22日，吳宗憲受訪證實自己已接種第一劑AZ疫苗。